# Младост (район в София)
„Младост“ е един от 24-те административни района на Столичната община. Той обхваща големия софийски жилищен комплекс „Младост“ (разделен на „Младост 1“, „Младост 1А“, „Младост 2“, „Младост 3“ и „Младост 4“), квартал „Горубляне“ (в който има назначен главен специалист), квартал „Полигона“, ж.к. „Експериментален“, както и Научно-производствена зона Изток (НПЗ Изток).
Към 15 юни 2023 г. в района живеят 107 307 души по настоящ адрес и 110 907 души по постоянен адрес.
Строежът на жилищни блокове в ж.к. „Младост“ започва през 1960-те години. Сега в района има 412 блока.
Тук се намира така нареченото „Сити“ на София – високи офис сгради (небостъргачи) с прилежащи търговски части. На територията на „Младост“ е и Бизнес парк „София“.
Границите на района са:
- на запад – условно през средата на парк „Въртопо“ (канала, пресичащ парка)
- на юг – бул. „Околовръстен път“
- на изток – река Искър
- на север, северозапад – бул. „Цариградско шосе“, Цариградски комплекс, ул. „Обиколна“, бул. „Професор Цветан Лазаров“ и бул. „Асен Йорданов“

## Квартали
- 7-и – 11-и километър (Карта) – основната част
- Американски колеж (вилна зона) (Карта) – основната част
- Горубляне (Карта)
- Експериментален (Карта)
- Изток (промишлена зона) (Карта)
- Къро (Карта) – основната част
- Младост 1 (Карта) – по-голямата част
- Младост 1А (Карта)
- Младост 2 (Карта)
- Младост 3 (Карта)
- Младост 4 (Карта)
- Полигона (Карта)

Районът включва също планирания Източен парк (Карта) и части от неизградените паркове „Въртопо“ (Карта) и Хидропарк „Искър“.

## Население
В общия брой на населението на район е „Младост“ е включено и населението на кв. „Горубляне“ (6789 жители), което се брои отделно. Това е, защото „Горубляне“ е един от кварталите със специален статут. Те имат допълнителна администрация, начело с главен специалист.

### Етнически състав
Преброяване на населението през 2011 г.
Численост и дял на етническите групи според преброяването на населението през 2011 г.:
|                     | Численост | Дял (в %) |
| Общо                | 102 899   | 100.00    |
| Българи             | 93 160    | 90.53     |
| Турци               | 375       | 0.36      |
| Цигани              | 220       | 0.21      |
| Други               | 720       | 0.69      |
| Не се самоопределят | 245       | 0.23      |
| Неотговорили        | 8179      | 7.94      |

## История
Жилищен комплекс "Младост" печели конкурс за проектиране през 1964 г. от колектив, ръководен от архитект Богдан Томалевски, в който участват арх. Ана Филипчева, арх. Мария Илиева и арх. Христо Златев. Оформят се 5 микрорайона - Младост 1, Младост 1А, Младост 2, Младост 3 и Младост 4 с по около 7 500 жители. Първоначалният проект, наречен впоследствие "Младост 1" съдържа четири микрорайона, ясно обособени в композиционно отношение, разширението е в югозападна посока.
След тази начална фаза район "Младост" преминава през различни етапи на развитие. Постоянно се развиват нови квартали като „Младост 1“, „Младост 2“, „Младост 3“ и „Младост 4“, всеки със своите уникални характеристики и социален статус. Самият район се превръща в едно от предпочитаните места за живеене в града, благодарение на комбинацията от модерна инфраструктура и зеленина.

## Граници
Границите на района се простират от парк "Въртопо" на запад, през бул. "Околовръстен път" на юг, до река Искър на изток и бул. "Цариградско шосе", Цариградски комплекс, ул. "Обиколна", бул. "Професор Цветан Лазаров" и бул. "Асен Йорданов" на север и северозапад.На площ от 1 678 хектара, жилищният комплекс представлява около 10% от територията на града.

## Градски транспорт
В квартала минават следните линии на градския транспорт:
- Автобусни линии - 4, Х9, Х10, 73, 76, 88, 111, 213, 305, 314 и 413, N1.
- Тролейбусни линии - 3 и 5
- Метролинии - М1 и М4

Вижте пояснителната страница за други значения на Младост.